# میلتون لثام
میلتون لثام (به انگلیسی: Milton Latham) سناتور سابق عضو حزب دموکرات ایالات متحده آمریکا بود. وی در سال ۱۸۶۰ تا ۱۸۶۳ میلادی سناتور ایالت کالیفرنیا در سنای ایالات متحده آمریکا بود.